# Pirahã
Pirahã (sprich: pidahán), auch Múra-Pirahã, Pirarrã, ist eine vom gleichnamigen indigenen Volk im Amazonasgebiet Brasiliens gesprochene Sprache, sie gilt als die einzige heute noch gesprochene Sprache der Mura-Sprachfamilie.
Das Pirahã hat seit 2005 eine große Debatte unter Linguisten ausgelöst, die auch ein beträchtliches Echo in den Medien erfahren hat. Grund dafür ist die These des Linguisten und ehemaligen Missionars Daniel L. Everett, der hauptsächlich mit dieser Sprache gearbeitet hat, die Sprache sei in zahlreichen Punkten extrem ungewöhnlich und weiche strukturell massiv von anderen – auch „exotischen“ – Sprachen ab.

## Linguistische Besonderheiten
Unter den genannten außergewöhnlichen Eigenschaften der Sprache sind z. B.
- Angebliche Abwesenheit von Rekursion, d. h. keine Möglichkeit zur Bildung hypotaktischer Strukturen, was insbesondere für die chomskyanische Linguistik, die Rekursion für ein zentrales Strukturmerkmal aller Sprachen hält, relevant ist
- Lediglich drei Zahlwörter: hói „eins“ und hoí „zwei“ und baágiso „viele“; keine grammatische Unterscheidung zwischen Singular und Plural. In neueren Arbeiten sagt Everett sogar, dass diese Zahlwörter fehlten und eine bessere Entsprechung dafür „wenige“ und „viele“ wären.
- Keine genuinen Farbbezeichnungen im eigentlichen Sinn („rot“, „schwarz“ usw.). Sprecher können Farben nur durch Verwendung anderer charakteristisch gefärbter Gegenstände bezeichnen (z. B. „wie Blut“, „wie Kohle“ usw.).
- Eines der einfachsten bekannten Pronominalsysteme. Die vorhandenen Pronomina sind dazu womöglich erst kürzlich aus einer Tupi-Guarani-Sprache entlehnt worden.
- Das einfachste bekannte System zum Ausdruck von Verwandtschaftsverhältnissen. Ein einziges Wort, baíxi (gesprochen [màíʔì]), bezeichnet sowohl Mutter als auch Vater. Die Pirahã scheinen Verwandtschaft nicht weiter als bis zu den biologischen Kindern zu verfolgen.

Darüber hinaus nehme das Pirahã mit lediglich zehn Phonemen eine Sonderstellung unter allen Sprachen ein. Diese Analyse ist allerdings umstritten (siehe unten).

## Phonologie
Das Pirahã ist eine der phonologisch einfachsten bekannten Sprachen, wie auch das Rotokas (Neuguinea) und das Hawaiische.

### Vokale
|             | Vorn | Hinten |
| ----------- | ---- | ------ |
| Geschlossen | i    |        |
| Halboffen   |      | o      |
| Offen       | a    |        |

### Konsonanten
Die einzelnen konsonantischen Phoneme sind:
|          |           | Bilabial | Alveolar | Velar | Glottal                             |
| -------- | --------- | -------- | -------- | ----- | ----------------------------------- |
| Plosiv   | stimmlos  | p        | t        | (k)   | ʔ („x“ in praktischer Orthographie) |
| Plosiv   | stimmhaft | b        |          | ɡ     |                                     |
| Frikativ | stimmlos  |          | s        |       | h                                   |

[⁠k⁠] wird teilweise als Allophon von /hi/ und somit nicht als eigenständiges Phonem betrachtet. Frauen ersetzen manchmal /⁠s⁠/ durch /⁠h⁠/.
| Phoneme | Phone             | Beispiel                 |
| ------- | ----------------- | ------------------------ |
| /⁠p⁠/     | [⁠p⁠]               | pibaóí „Otter“           |
| /⁠t⁠/     | [⁠t⁠]               | taahoasi “Sand”          |
| /⁠t⁠/     | [⁠tʃ⁠] vor /⁠i⁠/      | tii „Überrest“           |
| /⁠k⁠/     | [⁠k⁠]               | kaaxai „Ara“             |
| /⁠ʔ⁠/     | [⁠ʔ⁠]               | kaaxai „Ara“             |
| /⁠b⁠/     | [⁠b⁠]               | xísoobái „Boden“         |
| /⁠b⁠/     | [⁠m⁠] als Anlaut    | boopai „Hals, Genick“    |
| /⁠ɡ⁠/     | [⁠ɡ⁠]               | xopóogií „Inga (Frucht)“ |
| /⁠ɡ⁠/     | [⁠n⁠] als Anlaut    | gáatahaí „Erlaubnis“     |
| /⁠ɡ⁠/     | [⁠*⁠] (siehe unten) | toogixi „Hacke“          |
| /⁠s⁠/     | [⁠s⁠]               | sahaxai „nicht sollen“   |
| /⁠s⁠/     | [⁠ʃ⁠] vor /⁠i⁠/       | xísiisí „Fett“           |
| /⁠h⁠/     | [⁠h⁠]               | xáapahai „Vogelpfeil“    |

Wenn [⁠k⁠] als Phonem gezählt wird und man mit nur zwei Tönen rechnet, gleicht die Anzahl an Phonemen nach dieser Liste mit 13 der des Hawaiischen. Wird hingegen [⁠k⁠] nicht als Phonem betrachtet, gleicht die Gesamtanzahl der Phone mit 12 der Phonemenzahl des Rotokas. (Zum Vergleich: Deutsch hat 40 Phoneme, die meisten deutschen Dialekte haben noch mehr).
Darüber hinaus gibt es zahlreiche allophonische Variationen:
- Vokale werden nach den Glottal-Konsonanten /⁠h⁠/ und /⁠ʔ⁠/ nasalisiert.

- /⁠b⁠/ [b, ʙ, m]: nach einer Pause wird der Nasal [⁠m⁠], vor /⁠o⁠/ der Vibrant [⁠ʙ⁠] verwendet.

- /⁠ɡ⁠/ [ɡ, n, ɺ͡ɺ̼]: Der Nasal [n] (ein apikaler alveolarer Nasal) wird nach einer Pause verwendet. [ɺ͡ɺ̼] ist ein lateraler alveolar-linguolabialer Doppelflap, dessen Existenz nur in dieser Sprache bekannt ist. Er wird erzeugt, indem man die Zunge gegen den vorderen Teil des Gaumens und dann gegen die Unterlippe schlägt. Allerdings wird dieser Laut nur in speziellen Sprechweisen verwendet und könnte deshalb nicht als normaler Sprachlaut aufgefasst werden.

- /⁠k⁠/ [k, p, h, ʔ]: In Reden von Männern sind die Phone [⁠k⁠] und [⁠ʔ⁠] als Anlaut austauschbar. Weit verbreitet ist auch die Auffassung, dass [⁠k⁠] und [⁠p⁠] in einigen Wörtern ausgetauscht werden können. Von den Phonsequenzen [hoa] und [hia] wird gesagt, dass sie mindestens in einigen Wörtern mit [kʷa] und [ka] austauschbar sind.

Aufgrund dieser Variationen geht Everett davon aus, dass es sich bei /⁠k⁠/ nicht um ein haltbares Phonem handele. Indem er /⁠k⁠/ als /hi/ auffasst, war es möglich, die Zahl der Konsonanten auf 7 zu reduzieren.
Darüber hinaus sollte auch berücksichtigt werden, dass es sich bei Pirahã um eine Tonsprache handelt, die mindestens zwei Töne kennt, die auch bedeutungsunterscheidend sind und die man somit als eigenständige Phoneme auffassen kann. Everett markierte den ersten mit einem Akut und den zweiten entweder gar nicht oder mit einem Gravis.
Ein anderer Forscher, Sheldon, vermutete, dass die Sprache drei Töne besitzt, die er als hoch (¹), mittel (²) und tief (³) bezeichnete.
Des Weiteren wird Pirahã manchmal als eine der wenigen Sprachen ohne Nasale genannt. Dennoch sind auch hier alternative Auffassungen möglich.
Wenn nämlich das [⁠ɡ⁠] als /⁠n⁠/ und das [⁠k⁠] als /hi/ aufgefasst werden, kann man die Sprache alternativ auch als eine der wenigen Sprachen ohne velare Konsonanten bezeichnen. In diesem Fall lautet die Konsonantentabelle wie folgt:
|          | Bilabial | Alveolar | Glottal |
| -------- | -------- | -------- | ------- |
| Plosiv   | p        | t        | ʔ       |
| Nasal    | m        | n        |         |
| Frikativ |          | s        | h       |

### Der bilabiale Vibrant
2004 entdeckte Everett, dass die Sprache über eine stimmlose dental-bilabiale Vibrant-Affrikate [t͡ʙ̥] verfügt. Er vermutete, dass kein Pirahã diesen Laut zuvor in seiner Gegenwart benutzt hatte, aus Sorge, verspottet zu werden, wenn ein Nicht-Pirahã diesen Laut hört. Die Entdeckung des [t͡ʙ̥] ist umso bedeutsamer, wenn man bedenkt, dass die einzigen anderen Sprachen, die diesen Laut besitzen, die unverwandten Chapacura-Wanham-Sprachen Oro Win und Wari’ sind, welche 500 km westlich des Pirahã-Sprachgebiets gesprochen werden. Oro Win ist ebenfalls eine fast ausgestorbene Sprache (die fast ausschließlich als Zweitsprache eines Dutzends Mitglieder der Wari’ überlebt), welche Everett 1994 entdeckt hatte.

## Wortschatz
Pirahã besitzt einige Lehnwörter aus dem Portugiesischen. So wurde mit dem Pirahã-Wort „kóópo“ („Becher“) das portugiesische „copo“ übernommen, und „bikagogia“ („Geschäft“) wurde vom portugiesischen „mercadoria“ („Ware“) abgeleitet.

### Verwandtschaftsverhältnisse
Pirahã hat laut Everett das einfachste bekannte Verwandtschaftssystem aller menschlichen Kulturen. Ein einziges Wort, „baíxi“ (gesprochen [màíʔì]), werde sowohl für „Mutter“ als auch für „Vater“  (wie das deutsche Wort „Elternteil“, allerdings hat Pirahã keine Alternativen) verwendet und die Pirahã-Indianer verfolgen Verwandtschaftsverhältnisse nicht weiter als bis zu den biologischen Geschwistern.

### Zahlen und Numerus
Nach Angaben von Everett 1986 hat Pirahã Wörter für „eins“ („hói“) und „zwei“ („hoí“), die sich nur durch den Ton unterscheiden. Im Jahr 2005 erklärte Everett aufgrund seiner Beobachtungen, dass Pirahã überhaupt keine Zahlwörter besitzt und deutete „hói“ und „hoí“ als „kleine Anzahl“ und „größere Anzahl“. Frank und sein Team beschrieb 2008 zwei Experimente, die mit vier Pirahã-Sprechern durchgeführt wurden, um zwei Hypothesen zu überprüfen. Im ersten Experiment wurden zehn gleiche Gegenstände auf einen Tisch gelegt. Nun wurden die Pirahã nach der Anzahl gefragt. Alle vier antworteten, wie vermutet, mit einer Mischung zwischen („hói“) und dem Pirahã-Wort für „viel“. Hierbei war bekannt, dass diese Pirahã für einen Gegenstand „hói“ und für zwei Gegenstände „hoí“ benutzten. Im zweiten Experiment wurden zuerst zehn Gegenstände hingelegt, dann wurde einer weggenommen. Nun antwortete einer der Pirahã „hói“ (das als „eins“ gedeutete Wort). Nachdem man drei weitere Gegenstände entfernte, stimmten alle Befragten darin überein, „hoí“ zu benutzen. Frank und seine Kollegen vermuteten nach diesen unterschiedlichen Mengenangaben, dass es sich also nicht um Zahlwörter, sondern eher um relative Mengenbezeichnungen handele.
Darüber hinaus gibt es im Pirahã keine Numeri und daher keine Möglichkeit, anzugeben, ob es sich um Einzahl oder Mehrzahl handelt.

### Farben
Neben dem Fehlen von Zahlen sollen die Pirahã auch keine Farbbezeichnungen kennen und eines der wenigen Völkern sein, die nur Wörter für „hell“ und „dunkel“ besitzen. (Die meisten dieser Völker leben im brasilianischen Regenwald und in Neuguinea.) Nach Everett werden zur Benennung von Farben beschreibende Redewendungen verwendet.

## Pirahã und die Sapir-Whorf-Hypothese
Die Sapir-Whorf-Hypothese besagt, dass Sprache das Denken formt.
Dies scheint sich im Fall der Pirahã zu bestätigen. Obwohl noch diskutiert wird, ob die Sprache über Zahlwörter für „eins“ und „zwei“ verfügt oder nicht, steht außer Frage, dass keine größeren Zahlen vorhanden sind. Für sie benutzen die Pirahã nur ungefähre Angaben und waren in Experimenten nicht in der Lage, zuverlässig zwischen einer Gruppe von vier Objekten und fünf ähnlich gruppierten Objekten zu unterscheiden. Bittet man sie, Gruppen von Objekten nachzubilden, gelingt es ihnen im Durchschnitt, die richtige Anzahl zu wählen, jedoch selten beim ersten Versuch.
Da sie (zu Recht) befürchten, deswegen beim Handeln betrogen zu werden, baten sie Daniel Everett, ihnen einfache Arithmetik beizubringen. Nach acht Monaten enthusiastischen, aber fruchtlosen Lernens gaben sie auf und stellten fest, dass sie nicht in der Lage seien, die Thematik zu erfassen. Nicht ein einziger Pirahã hatte gelernt, bis 10 zu zählen oder 1 + 1 zu addieren.
Everett argumentiert, die Pirahã könnten aus zwei kulturellen und einem formalen sprachlichen Grund nicht zählen. Zunächst sind sie Jäger und Sammler und hätten nichts zum Zählen, demnach auch keine Gelegenheit, das Zählen zu praktizieren. Des Weiteren gebe es einen kulturellen Druck gegen das Generalisieren über die Gegenwart hinaus, was Zahlwörter eliminiere. Außerdem seien das Zählen und Zahlwörter auf Rekursion in der Sprache basiert, was sich aufgrund der einfachen Satzstruktur der Pirahã nicht ausdrücken lasse.
Die Ursache liege jedoch nicht darin begründet, dass die Pirahã geistig nicht in der Lage seien, zu zählen.

## Sonstiges
Dem Forscher Everett ist seit 2014 durch die brasilianische Behörde für Angelegenheiten der indigenen Völker FUNAI der Besuch der Pirahã untersagt worden, mit der Begründung, eine mögliche Missionierung durch ihn zu verhindern, während die Regierung selbst zeitgleich technische Infrastruktur, Schulen und TV installiert. Everett selbst hat seiner ursprünglichen Missionsaufgabe, eben aufgrund seiner Erfahrung mit den Pirahã, schon lange abgeschworen.

### Das indianische Volk
- Daniel L. Everett: Das glücklichste Volk. Sieben Jahre bei den Pirahã-Indianern am Amazonas. (Originaltitel: Don’t sleep, there are snakes.) Deutsch von Sebastian Vogel. München 2010, ISBN 3-421-04307-8.

### Grammatik und Universalgrammatik-Debatte
- Daniel L. Everett: A língua Pirahã e a teoria da sintaxe. Descrição, perspectivas e teoria. Editora UNICAMP, Campinas (SP) 1991.
- Daniel L. Everett: Cultural Constraints on Grammar and Cognition in Pirahã. In: Current Anthropology. 46 (4), 2005, S. 621–634 (pdf, 227 kB).
- Andrew Nevins David Pesetsky, Cilene Rodrigues: Piraha Exceptionality: a Reassessment. In: Language. 85 (2), 2009, S. 355–404 (pdf, 417 kB).
- Daniel L. Everett: Pirahã Culture and Grammar: a Response to some criticism. In: Language. 85 (2), 2009, S. 405–442 (pdf, 285 kB).
- Andrew Nevins, David Pesetsky, Cilene Rodrigues: Evidence and Argumentation: a Reply to Everett (2009). In: Language. 85 (3), 2009, S. 671–681 (pdf, 186 kB).
- Daniel L. Everett: Letters to Language. In: Language. 85 (4), 2009, S. 753–753.
- Daniel L. Everett: The Shrinking Chomskyan Corner: A Reply to Nevins, Pesetsky, Rodrigues. Manuskript

### Zahlwörter und Kognition
- Peter Gordon: Numerical cognition without words: Evidence from amazonia. In: Science 306 (5695), 15. Oktober 2004, S. 496–499 (pdf, 113 kB, englisch)
- Michael C. Frank, Daniel L. Everett, Evelina Fedorenko, Edward Gibson: Number as a cognitive technology: Evidence from pirahã language and cognition. In: Cognition 108 (3), 2008, S. 819–824 (pdf, 320 kB, englisch).